# Armolia
Armolia (Grieks: Αρμόλια) is een dorp in de deelgemeente (dimotiki enotita) Mastichochoria van de fusiegemeente (dimos) Chios, in de Griekse bestuurlijke regio (periferia) Noord-Egeïsche Eilanden.
Het is een van de twintig Mastiekdorpen, vooral bekend om het aardewerk dat er gemaakt en verkocht wordt.